# II з'їзд Комуністичної партії (більшовиків) Молдавії
ІІ з'їзд Комуністичної партії (більшовиків) Молдавії — з'їзд Комуністичної партії (більшовиків) Молдавії, що відбувся 5—8 лютого 1949 року в місті Кишиневі.

## Порядок денний з'їзду
1. Звіт ЦК КП(б)М
2. Звіт Ревізійної Комісії КП(б)М
3. Вибори керівних органів КП(б)М.

## Керівні органи партії
Обрано 71 члена ЦК КП(б)М, 37 кандидатів у члени ЦК КП(б)М та 17 членів Ревізійної Комісії КП(б)М.

### Члени Центрального комітету КП(б) Молдавії
- Аношин Іван Семенович — член Військової Ради — заступник командувача військ Одеського військового округу з політичної частини
- Антосяк Георгій Федорович — заступник голови Ради міністрів Молдавської РСР
- Барановський Панас Григорович — директор Кишинівського педагогічного інституту
- Берекет Володимир Федорович —
- Берник М.К. —
- Бєляєв Петро Андрійович —
- Бірша Мотрона Вікторівна — майстер цеху Тираспольського консервного заводу імені Ткаченка
- Бордовіцин Олександр Федорович — начальник Головного управління бавовництва при РМ Молдавської РСР
- Бровко Федір Григорович — голова Президії Верховної Ради Молдавської РСР
- Варварецька Ганна Миколаївна — міністр соціального забезпечення Молдавської РСР
- Вердиш Дмитро Іванович —
- Гапонов Микола Єгорович —
- Герасименко Василь Дементійович —голова Бельцького міськвиконкому
- Дамаскін Василь Никифорович — начальник Головного управління сільського і колгоспного будівництва при РМ Молдавської РСР
- Діордиця Олександр Пилипович — міністр фінансів Молдавської РСР
- Дудник Микола Трохимович — 1-й секретар Каїнарського райкому КП(б)М
- Жданович Степан Наумович — керуючий Молдавського консервного тресту
- Заверуха Ф.Л. —
- Зеленчук Степан Спиридонович — заступник голови Ради міністрів Молдавської РСР та міністр закордонних справ Молдавської РСР
- Зиков Іван Семенович — 2-й секретар ЦК КП(б)М
- Іорданов Яків Степанович — редактор газети «Молдова Сочіалісте»
- Іпатенко П.А. —
- Казакевич Данило Васильович — начальник Управління прикордонних військ МДБ Молдавського прикордонного округу
- Кашников Пилип Іванович — секретар ЦК КП(б)М
- Квасов Григорій Васильович — завідувач сільськогосподарського відділу ЦК КП(б)М
- Кімстач А.К —
- Кішлян Омелян Митрофанович —
- Коваль Микола Григорович — 1-й секретар ЦК КП(б)М
- Коваль Федір Степанович — міністр сільського господарства Молдавської РСР
- Козак С.А. —
- Козирєв А.В. — відповідальний секретар Партколегії при ЦК КП(б)М
- Колесник С.Л. —
- Корнєєв Микола Степанович — заступник голови Ради міністрів Молдавської РСР
- Косоруков Анатолій Степанович — 1-й секретар Бульбоцького райкому КП(б)М
- Коханський Василь Іванович — 1-й секретар ЦК ЛКСМ Молдавії
- Крайній Микола Степанович — міністр деревообробної промисловості Молдавської РСР
- Краюшин Тихон Степанович — голова президії Молдавспоживспілки
- Кров'яков Олександр Федорович — 1-й секретар Григоріопольського райкому КП(б)М
- Крузе А.Я. —
- Лазарев Артем Маркович — міністр освіти Молдавської РСР
- Лобачов Микола Федорович — міністр державного контролю Молдавської РСР
- Мальцев Михайло Лаодікійович — 2-й секретар Кишинівського міськкому КП(б)М
- Мордовець Йосип Лаврентійович — міністр державної безпеки Молдавської РСР
- Наконечний Михайло Федотович — начальник політсектора, заступник міністра сільського господарства Молдавської РСР
- Неживий Сава Дмитрович —
- Отян Домаха Омелянівна —
- Паскаль Трохим Іванович — секретар Президії Верховної Ради Молдовської РСР
- Писаренко Наталія Пилипівна — завідувач відділу ЦК КП(б)М по роботі серед жінок
- Полоз Петро Матвійович — голова Бендерського міськвиконкому
- Потапов Семен Іванович — 1-й секретар Котовського райкому КП(б)М
- Пухов Микола Павлович — командувач військ Одеського військового округу, генерал-полковник
- Радул Макар Михайлович — секретар ЦК КП(б)М
- Рачинський Леонід Федорович — 1-й секретар Бельцького міськкому КП(б)М
- Рудь Герасим Якович — голова Ради міністрів Молдавської РСР
- Салогор Микита Леонтійович — керуючий тресту «Молдплодовоч»
- Сваричевський Валерій Васильович —
- Сич Антон Іванович — уповноважений Міністерства заготівель СРСР по Молдавській РСР
- Смєлих В.М. —
- Смирнов Д.І. —
- Терещенко Петро Пилипович — секретар ЦК КП(б)М
- Тутушкін Федір Якович —
- Ульянов Василь Григорович —
- Урсул Влас Іванович — завідувач планово-фінансово-торгового відділу ЦК КП(б)М
- Хлєбников Павло Федорович — завідувач відділу партійних, профспілкових і комсомольських органів ЦК КП(б)М
- Цуркан Кирило Іванович — міністр харчової промисловості Молдавської РСР
- Цуркан Н.І. —
- Черемисін Григорій Андрійович — голова Держплану Молдавської РСР
- Черненко Костянтин Устинович — завідувач відділу пропаганди і агітацій ЦК КП(б)М
- Чернишов Н.Д. —
- Шатров Б.П. —
- Шпак Леонтій Омелянович — 1-й секретар Єдинецького райкому КП(б)М

### Кандидати у члени Центрального комітету КП(б) Молдавії
- Акопов Г.М. —
- Андріанов Н.Г. —
- Богомолов В.Л. —
- Бондаренко В.М. —
- Візітей Н.Д. —
- Власов Павло Андрійович —
- Галковський М.А. —
- Гросул Яким Сергійович — заступник голови президії Молдавської філії Академії наук СРСР
- Жариченко Зиновій Миколайович — 1-й секретар Червоноармійського райкому КП(б)М міста Кишинева
- Жигунов А.В. —
- Звєрєв Микола Васильович — редактор газети «Советская Молдавия»
- Ільїнський Федір Григорович — заступник голови Ради міністрів Молдавської РСР
- Ілляшенко Кирило Федорович — заступник завідувача відділу пропаганди та агітації ЦК КП(б)М
- Киріяк Георгій Феодосійович —
- Климанов Василь Іванович — завідувач транспортного відділу ЦК КП(б)М
- Кожухар Семен Тимофійович — завідувач відділу шкіл ЦК КП(б)М
- Кожухар Фекла Іларіонівна — науковий співробітник Кишинівського науково-дослідного інституту
- Корольков Митрофан Власович — завідувач адміністративного відділу ЦК КП(б)М
- Корсун Василь Макарович — військовий комісар Молдавської РСР
- Крижановський Валер'ян Іванович — 1-й секретар Бельцького райкому КП(б)М
- Михайлов Микола Григорович —
- Назарчук С.П. —
- Ноздрін Михайло Миронович —
- Олійник Андрій Іванович —
- Перков Ф.І. —
- Печеркін І.П. —
- Решетько В.Ф. — начальник політвідділу Кишинівської залізниці
- Селезньов Олександр Васильович —
- Скульський Георгій Петрович — міністр житлово-комунального будівництва Молдавської РСР
- Соколова П.І. —
- Соловйов Веніамін Васильович —
- Токарєв Іван Мойсейович —.
- Трапезников Сергій Павлович — директор Республіканської партійної школи при ЦК КП(б)М, редактор журналу «Комуніст Молдавії»
- Троян Тимофій Іванович — заступник голови Ради міністрів Молдавської РСР
- Утков А.Г. — завідувач особливого сектора ЦК КП(б)М
- Черницький П.Ф. — завідувач промислового відділу ЦК КП(б)М
- Яловенко Федір Іванович — директор Рашковської МТС

### Члени Ревізійної комісії КП(б) Молдавії
- Бондар Василь Панасович —
- Бучко Д.Я. —
- Голощапов Василь Іванович —
- Дмитрієв Іван Прокопович —
- Дьомін Михайло Микитович —
- Іванов І.М. —
- Івасюк Микола Іванович — директор Кишинівського мотороремонтного заводу
- Колотушкін А.А. —
- Комков Н.І. —
- Медіокритська Фаїна Василівна —
- Мельник Олександр Антонович —
- Мозолевський Микола Миколайович — голова Ревізійної комісії, заступник голови Держплану Молдавської РСР
- Попов Петро Тимофійович — 1-й секретар Комратського райкому КП(б)М
- Стинга Мойсей Олексійович —
- Сухарев М.Я. —
- Філіппов Г.І. —
- Шаргородський І.Т. —